# 31043 Штурм
31043 Штурм (31043 Sturm) — астероїд головного поясу, відкритий 11 червня 1996 року.
Тіссеранів параметр щодо Юпітера — 3,370.
Названо на честь французького математика Шарля Франсуа Штурма (фр. Charles-François Sturm, 1803-1855).